# Jos Minsch
Josef Minsch detto Jos o Joos (Klosters, 23 giugno 1941 – Klosters, 7 giugno 2008) è stato uno sciatore alpino svizzero.
Fu uno dei più forti discesisti del periodo immediatamente precedente all'introduzione della Coppa del Mondo, ma gareggiò in tutte le specialità dello sci alpino.

## Biografia

### Stagioni 1959-1965
Minsch debuttò in campo internazionale in occasione dello slalom speciale del Fair-Play Derby disputato a Davos il 25 gennaio 1959 (24º). Nel 1963 alla 3-Tre (Madonna di Campiglio, 1-3 febbraio) si classificò 2º nello slalom gigante e 3º nella combinata e vinse la discesa olimpica pre-olimpica di Innsbruck/Patscherkofel (16 febbraio); nel prosieguo della stagione alla Harriman Cup (Sun Valley, 29-31 marzo) vinse lo slalom gigante e si piazzò 2º nella discesa libera, nello slalom speciale e nella combinata e agli US Open (Alyeska, 4-6 aprile) si aggiudicò lo slalom gigante e fu 3º nella discesa libera.
2º nella discesa libera della 3-Tre disputata a Madonna di Campiglio il 18 gennaio 1964, ai successivi IX Giochi olimpici invernali di Innsbruck 1964, sua prima presenza olimpica e iridata, si classificò 4º nella discesa libera, 9º nello slalom gigante e non completò lo slalom speciale; nella successiva stagione 1964-1965 vinse la discesa libera del Critérium de la première neige (Val-d'Isère, 19 dicembre) e durante le prove della discesa libera del trofeo del Lauberhorn sulla pista Lauberhorn di Wengen cadde e si fratturò il bacino: il punto della sua caduta, che si trova a valle dello Hundschopf, da quel momento fu chiamato "Minschkante" ed è uno dei passaggi più impegnativi di tutto il Circo bianco.

### Stagioni 1966-1970
Tornato alle gare nella stagione 1965-1966, si piazzò 2º alle spalle di Karl Schranz nella discesa libera del Lauberhorn (Wengen, 15 gennaio), vinse quella della 3-Tre (Madonna di Campiglio, 11 febbraio) e ai Mondiali di Portillo 1966 fu 11º nella discesa libera, l'unica gara nella quale prese il via. In Coppa del Mondo esordì durante la stagione inaugurale, il 14 gennaio 1967 a Wengen in discesa libera (6º); l'anno dopo ai X Giochi olimpici invernali di Grenoble 1968, sua ultima presenza olimpica e iridata, Minsch si classificò 14º nella discesa libera, l'unica gara nella quale prese il via.
3º nella discesa libera del Critérium de la première neige 1968 sulla Oreiller-Killy (Val-d'Isère, 15 dicembre), non valida per il massimo circuito internazionale, in Coppa del Mondo il 9 febbraio 1969 colse la sua unica vittoria (nonché unico podio) nella discesa libera dell'Olimpia delle Tofane a Cortina d'Ampezzo, ottenne il suo ultimo piazzamento in quella pre-iridata disputata sulla Saslong della Val Gardena il 14 febbraio seguente (4º) e prese per l'ultima volta il via il 15 marzo dello stesso anno a Mont-Sainte-Anne in slalom gigante (36º); una nuova caduta sulla Lauberhorn durante la discesa libera di Coppa del Mondo del 10 gennaio 1970, quando si fratturò una gamba, pose termine alla sua carriera.

## Palmarès

### Coppa del Mondo
- Miglior piazzamento in classifica generale: 17º nel 1969
- 1 podio (in discesa libera):
  - 1 vittoria

#### Coppa del Mondo - vittorie
| Data            | Località          | Paese  | Specialità |
| --------------- | ----------------- | ------ | ---------- |
| 9 febbraio 1969 | Cortina d'Ampezzo | Italia | DH         |

Legenda:

DH = discesa libera

### Classiche
3-Tre
- 1 vittoria (discesa libera nel 1966)

Critérium de la première neige
- 1 vittoria (discesa libera nel 1964)

Harriman Cup
- 1 vittoria (slalom gigante nel 1963)

### Campionati svizzeri
- 11 medaglie (dati parziali):
  - 6 ori (discesa libera, slalom gigante, combinata nel 1963[1][17]; discesa libera nel 1964[1][18]; discesa libera nel 1965[1][19]; discesa libera nel 1966[20])
  - 3 argenti (dati parziali: slalom gigante nel 1964[18]; discesa libera[21] nel 1968; discesa libera[22] nel 1969)
  - 2 bronzi (dati parziali: discesa libera[23] nel 1967; combinata[21] nel 1968)